# Championnat de France féminin de football de deuxième division 2005-2006
Navigation
Édition précédente Édition suivante
La Division 2 2005-2006  est la 18e édition du championnat de France féminin de football de seconde division. 
Le deuxième niveau du championnat féminin oppose vingt clubs français répartis en deux groupes de dix clubs, en une série de dix-huit rencontres jouées durant la saison de football. En fin de saison, les deux meilleures équipes de chaque groupe s'affrontent lors d'un tournoi final, où chaque équipe affronte une seule fois les trois autres.
Les deux clubs finissant aux premières places du tournoi final montent en Division 1 lors de la saison suivante alors que les deux derniers clubs de chaque groupe sont relégués en Division 3.
Lors de l'exercice précédent, le FCF Condéen et le Stade briochin ont été relégués après avoir fini aux deux dernières places de première division. Le Claix Football, le CPBB Rennes, le RC Saint-Étienne et le FC Domont ont, quant à eux, gagné le droit d'évoluer dans ce championnat après avoir remporté le tournoi final de troisième division. 
La compétition est remportée par le FCF Condéen qui est promu en compagnie du Stade briochin. Dans le bas du classement, le Claix Football, l'ES Cormelles-le-Royal, le FCF Lioujas et le Stade quimperois sont relégués en troisième division.

## Participants
Ce tableau présente les vingt équipes qualifiées pour disputer le championnat 2005-2006. On y trouve le nom des clubs, la date de création du club, l'année de la dernière accession à cette division, leur classement de la saison précédente, le nom des stades ainsi que la capacité de ces derniers.
Le championnat comprend deux groupes de dix équipes.
Légende des couleurs
- Relégué de Division 1.
- Promu de Division 3.

| \| FCF Condéen Stade briochin Le Mans UC Évreux ACF ES Cormelles-le-Royal Stade quimperois VGA Saint-Maur Saint-Herblain OC CPBB Rennes FC Domont \| Localisation des clubs engagés dans le groupe A du championnat. |
| FCF Condéen Stade briochin Le Mans UC Évreux ACF ES Cormelles-le-Royal Stade quimperois VGA Saint-Maur Saint-Herblain OC CPBB Rennes FC Domont                                                                       |

| Nom du club           | Date de création | Dernière accession | Classement 2004-2005 | Stade                      | Capacité |
| --------------------- | ---------------- | ------------------ | -------------------- | -------------------------- | -------- |
| FCF Condéen           | 1978             | 2005               | D1                   | Stade Robert Gossart       | -        |
| Stade briochin        | 1973             | 2005               | D1                   | Stade Fred-Aubert          | 13 500   |
| Le Mans UC            | 1983             | 2004               | 2 (Gr A)             | Stade Léon-Bollée (Annexe) | 4 000    |
| Évreux ACF            | 1997             | 2000               | 3 (Gr A)             | Stade du 14 juillet        | 200      |
| ES Cormelles-le-Royal | 1992             | 2001               | 5 (Gr A)             | Stade Municipal            | -        |
| Stade quimperois      | 1971             | 2003               | 6 (Gr A)             | Stade de Kerhuel           | 2 040    |
| VGA Saint-Maur        | 1968             | 2004               | 7 (Gr B)             | Stade Adolphe-Chéron       | -        |
| Saint-Herblain OC     | 1973             | 2003               | 8 (Gr A)             | Stade Val de Chézine       | 300      |
| CPBB Rennes           | 1987             | 2005               | D3                   | Complexe sportif Bréquigny | -        |
| FC Domont             | 1969             | 2005               | D3                   | -                          | -        |

| \| FCF Monteux COM Bagneux CS Mars Bischheim Tours FC Celtic de Marseille USF Le Puy Limoges LF FCF Lioujas RC Saint-Étienne Claix Football \| Localisation des clubs engagés dans le groupe B du championnat. |
| FCF Monteux COM Bagneux CS Mars Bischheim Tours FC Celtic de Marseille USF Le Puy Limoges LF FCF Lioujas RC Saint-Étienne Claix Football                                                                       |

| Nom du club         | Date de création | Dernière accession | Classement 2004-2005 | Stade                               | Capacité |
| ------------------- | ---------------- | ------------------ | -------------------- | ----------------------------------- | -------- |
| FCF Monteux         | 1981             | 1997               | 2 (Gr B)             | Stade Bertier                       | -        |
| COM Bagneux         | 1975             | 2003               | 3 (Gr B)             | Stade Omnisports                    | -        |
| CS Mars Bischheim   | 2004             | 2004               | 4 (Gr B)             | Stade de Mars                       | -        |
| Tours FC            | -                | 2002               | 4 (Gr A)             | Stade de la Vallée du Cher (Annexe) | -        |
| Celtic de Marseille | 1970             | 2004               | 5 (Gr B)             | Stade Saint-Menet                   | -        |
| USF Le Puy          | -                | 2001               | 6 (Gr B)             | Stade Charles Massot                | 4 800    |
| Limoges LF          | 1965             | 2004               | 7 (Gr A)             | Stade du Mas Loge                   | -        |
| FCF Lioujas         | -                | 2002               | 8 (Gr B)             | -                                   | -        |
| RC Saint-Étienne    | 1977             | 2005               | D3                   | Stade Léon Nautin                   | 1 500    |
| Claix Football      | -                | 2005               | D3                   | -                                   | -        |

## Compétition

### Classement
Le classement est calculé avec le barème de points suivant : une victoire vaut quatre points, le match nul deux et la défaite un.
Critères utilisés pour départager en cas d'égalité au classement :
1. classement aux points des matchs joués entre les clubs ex æquo ;
2. différence entre les buts marqués et les buts concédés par chacun d’eux au cours des matchs qui les ont opposés ;
3. différence entre les buts marqués et les buts concédés sur la totalité des matchs joués dans le championnat ;
4. plus grand nombre de buts marqués sur la totalité des matchs joués dans le championnat ;
5. en cas de nouvelle égalité, une rencontre supplémentaire aura lieu sur terrain neutre avec, éventuellement, l’épreuve des tirs au but.

Classement du Groupe A
| Rang | Équipe                | Pts | J  | G  | N | P  | Bp | Bc | Diff |
| ---- | --------------------- | --- | -- | -- | - | -- | -- | -- | ---- |
| 1    | FCF Condéen R         | 57  | 18 | 12 | 3 | 3  | 43 | 15 | +28  |
| 2    | Stade briochin R      | 57  | 18 | 12 | 3 | 3  | 47 | 13 | +34  |
| 3    | CPBB Rennes P         | 54  | 18 | 11 | 3 | 4  | 41 | 21 | +20  |
| 4    | Évreux ACF            | 53  | 18 | 10 | 5 | 3  | 34 | 21 | +13  |
| 5    | Le Mans UC            | 52  | 18 | 10 | 4 | 4  | 33 | 15 | +18  |
| 6    | VGA Saint-Maur        | 39  | 18 | 5  | 6 | 7  | 26 | 26 | 0    |
| 7    | Saint-Herblain OC     | 38  | 18 | 6  | 2 | 10 | 24 | 32 | -8   |
| 8    | FC Domont P           | 33  | 18 | 4  | 3 | 11 | 25 | 43 | -18  |
| 9    | ES Cormelles-le-Royal | 33  | 18 | 4  | 3 | 11 | 25 | 43 | -18  |
| 10   | Stade quimperois      | 15  | 18 | 0  | 0 | 18 | 4  | 73 | -69  |

|  | Qualifié pour le tournoi final. |
|  | Relégué en Division 3. |
|  | R Relégué de Division 1 P Promu de Division 3. Pts points ; G victoires ; N match nuls ; P défaites Bp buts marqués ; Bc buts encaissés ; Diff différence de buts |

Classement du Groupe B
| Rang | Équipe              | Pts | J  | G  | N | P  | Bp | Bc | Diff |
| ---- | ------------------- | --- | -- | -- | - | -- | -- | -- | ---- |
| 1    | RC Saint-Étienne P  | 58  | 18 | 12 | 4 | 2  | 33 | 17 | +16  |
| 2    | USF Le Puy          | 54  | 18 | 10 | 6 | 2  | 42 | 32 | +10  |
| 3    | CS Mars Bischheim   | 52  | 18 | 9  | 7 | 2  | 43 | 25 | +18  |
| 4    | FCF Monteux         | 43  | 18 | 7  | 4 | 7  | 30 | 22 | +8   |
| 5    | Tours FC            | 41  | 18 | 7  | 5 | 6  | 25 | 19 | +6   |
| 6    | COM Bagneux         | 40  | 18 | 5  | 7 | 6  | 29 | 31 | -2   |
| 7    | Limoges LF          | 39  | 18 | 6  | 3 | 9  | 17 | 32 | -15  |
| 8    | Celtic de Marseille | 34  | 18 | 4  | 4 | 10 | 24 | 39 | -15  |
| 9    | FCF Lioujas         | 31  | 18 | 3  | 4 | 11 | 23 | 38 | -15  |
| 10   | Claix Football P    | 30  | 18 | 2  | 6 | 10 | 13 | 24 | -11  |

|  | Qualifié pour le tournoi final. |
|  | Relégué en Division 3. |
|  | P Promu de Division 3. Pts points ; G victoires ; N match nuls ; P défaites Bp buts marqués ; Bc buts encaissés ; Diff différence de buts |

Nota :
1. ↑  Le Stade quimperois a trois points de pénalité pour non-conformité avec le règlement de la FFF.
2. ↑  Le Tours FC a trois points de pénalité pour non-conformité avec le règlement de la FFF.

### Résultats
Groupe A
Source : Championnat de France de D2 2005-2006 - Groupe A - Calendrier, sur statsfootofeminin.fr
| Résultats (▼dom., ►ext.)                                   | Con | Cor | Dom | Évr | Man | Qui | Ren | Bri | S-H | S-M |
| FCF Condéen                                                |     | 3-1 | 3-0 | 1-2 | 2-0 | 6-0 | 4-1 | 4-0 | 0-2 | 1-0 |
| ES Cormelles-le-Royal                                      | 1-1 |     | 1-5 | 0-4 | 0-4 | 4-0 | 1-1 | 1-2 | 2-4 | 2-2 |
| FC Domont                                                  | 0-1 | 0-1 |     | 3-3 | 0-4 | 3-0 | 1-4 | 0-7 | 3-2 | 2-2 |
| Évreux ACF                                                 | 2-2 | 3-2 | 2-2 |     | 0-1 | 2-0 | 2-0 | 0-0 | 3-0 | 1-0 |
| Le Mans UC                                                 | 4-2 | 5-0 | 1-0 | 0-4 |     | 5-0 | 0-0 | 2-0 | 1-1 | 2-2 |
| Stade quimperois                                           | 0-5 | 0-6 | 0-2 | 0-2 | 0-2 |     | 2-5 | 0-1 | 0-4 | 0-5 |
| CPBB Rennes                                                | 0-1 | 3-1 | 4-1 | 5-1 | 0-0 | 5-0 |     | 1-5 | 2-0 | 3-1 |
| Stade briochin                                             | 0-0 | 3-0 | 4-2 | 3-0 | 2-0 | 8-0 | 0-1 |     | 8-0 | 1-0 |
| Saint-Herblain OC                                          | 1-4 | 0-1 | 2-0 | 1-2 | 0-2 | 5-0 | 0-2 | 1-2 |     | 1-0 |
| VGA Saint-Maur                                             | 1-3 | 3-1 | 2-1 | 1-1 | 2-0 | 3-2 | 1-4 | 1-1 | 0-0 |     |
| - Victoire à domicile - Match nul - Victoire à l'extérieur |     |     |     |     |     |     |     |     |     |     |

Groupe B
Source : Championnat de France de D2 2005-2006 - Groupe B - Calendrier, sur statsfootofeminin.fr
| Résultats (▼dom., ►ext.)                                   | Bag | Bis | Cla | Puy | Lim | Lio | Mar | Mon | Sai | Tou |
| COM Bagneux                                                |     | 1-1 | 1-1 | 1-1 | 2-0 | 4-0 | 3-3 | 1-5 | 2-3 | 2-0 |
| CS Mars Bischheim                                          | 4-1 |     | 4-1 | 4-4 | 4-0 | 4-2 | 3-2 | 2-0 | 1-2 | 2-2 |
| Claix Football                                             | 1-1 | 1-1 |     | 2-4 | 0-1 | 2-0 | 0-0 | 0-0 | 0-3 | 0-1 |
| USF Le Puy                                                 | 5-3 | 3-1 | 1-1 |     | 0-0 | 2-1 | 2-1 | 2-1 | 1-4 | 1-0 |
| Limoges LF                                                 | 0-0 | 2-3 | 1-0 | 2-3 |     | 2-4 | 2-0 | 2-1 | 0-2 | 1-4 |
| FCF Lioujas                                                | 1-3 | 0-0 | 2-0 | 2-4 | 1-2 |     | 3-2 | 1-2 | 0-1 | 3-3 |
| Celtic de Marseille                                        | 3-1 | 1-4 | 0-3 | 2-4 | 0-1 | 5-2 |     | 0-3 | 2-1 | 2-1 |
| FCF Monteux                                                | 0-0 | 1-3 | 2-1 | 2-2 | 5-0 | 0-0 | 5-0 |     | 1-3 | 1-0 |
| RC Saint-Étienne                                           | 2-1 | 1-1 | 1-0 | 4-2 | 1-1 | 0-0 | 1-1 | 2-1 |     | 1-3 |
| Tours FC                                                   | 1-2 | 1-1 | 1-0 | 1-1 | 2-0 | 2-1 | 0-0 | 3-0 | 0-1 |     |
| - Victoire à domicile - Match nul - Victoire à l'extérieur |     |     |     |     |     |     |     |     |     |     |

### Tournoi final
Le tournoi final du championnat oppose les deux meilleures équipes de chaque groupe lors d'un mini-tournoi à quatre. Les équipes affrontent une seule fois leurs trois adversaires selon un calendrier tiré aléatoirement.
Le classement est calculé avec le barème de points suivant : une victoire vaut quatre points, le match nul deux et la défaite un. Un bonus de deux points a été attribué aux deux équipes ayant terminé première de leur groupe.
Critères de départage en cas d'égalité au classement :
1. classement aux points des matchs joués entre les clubs ex æquo ;
2. différence entre les buts marqués et les buts concédés par chacun d’eux au cours des matchs qui les ont opposés ;
3. différence entre les buts marqués et les buts concédés sur la totalité des matchs joués dans le championnat ;
4. plus grand nombre de buts marqués sur la totalité des matchs joués dans le championnat ;
5. en cas de nouvelle égalité, une rencontre supplémentaire aura lieu sur terrain neutre avec, éventuellement, l’épreuve des tirs au but.

Classement
| Rang | Équipe             | Pts | J | G | N | P | Bp | Bc | Diff |
| ---- | ------------------ | --- | - | - | - | - | -- | -- | ---- |
| 1    | FCF Condéen R      | 12  | 3 | 2 | 1 | 0 | 7  | 4  | +3   |
| 2    | Stade briochin R   | 10  | 3 | 2 | 1 | 0 | 7  | 2  | +5   |
| 3    | RC Saint-Étienne P | 8   | 3 | 1 | 0 | 2 | 9  | 9  | 0    |
| 4    | USF Le Puy         | 3   | 3 | 0 | 0 | 3 | 5  | 13 | -8   |

|  | Promu en Division 1. |
|  | R Relégué de Division 1. P Promu de Division 3. Pts points ; G victoires ; N match nuls ; P défaites Bp buts marqués ; Bc buts encaissés ; Diff différence de buts |

Résultats

## Bilan de la saison
| Championnat de France féminin de football de deuxième division 2005-2006 |                        |
| Champion                                                                 | FCF Condéen (2e titre) |
| Promotions et relégations                                                |                        |
| Promus en Division 1                                                     | FCF Condéen            |
| Promus en Division 1                                                     | Stade briochin         |
| Relégués en Division 2                                                   | FC Vendenheim          |
| Relégués en Division 2                                                   | Saint-Memmie Olympique |

## Statistiques
Leaders du championnat
Évolution des classements
- Qualifié pour le Tournoi final du championnat.
- Relégué en Division 3.

| Club                  | 1  | 2  | 3  | 4  | 5  | 6  | 7  | 8  | 9  | 10 | 11 | 12 | 13 | 14 | 15 | 16 | 17 | 18 |
| --------------------- | -- | -- | -- | -- | -- | -- | -- | -- | -- | -- | -- | -- | -- | -- | -- | -- | -- | -- |
| FCF Condéen           | 10 | 8  | 8  | 8  | 6  | 5  | 5  | 5  | 5  | 5  | 5  | 5  | 4  | 3  | 3  | 2  | 1  | 2  |
| ES Cormelles-le-Royal | 4  | 4  | 6  | 4  | 4  | 7  | 7  | 7  | 6  | 6  | 6  | 7  | 7  | 8  | 8  | 9  | 8  | 8  |
| FC Domont             | 5  | 7  | 7  | 7  | 8  | 9  | 9  | 9  | 9  | 9  | 9  | 8  | 8  | 9  | 9  | 8  | 9  | 9  |
| Évreux ACF            | 6  | 5  | 3  | 1  | 3  | 1  | 3  | 1  | 3  | 4  | 3  | 4  | 5  | 5  | 5  | 5  | 4  | 4  |
| Le Mans UC            | 1  | 2  | 1  | 3  | 2  | 2  | 1  | 2  | 1  | 2  | 4  | 3  | 3  | 4  | 4  | 4  | 3  | 5  |
| Stade quimperois      | 8  | 10 | 10 | 10 | 10 | 10 | 10 | 10 | 10 | 10 | 10 | 10 | 10 | 10 | 10 | 10 | 10 | 10 |
| CPBB Rennes           | 7  | 3  | 2  | 2  | 1  | 3  | 2  | 3  | 2  | 1  | 1  | 2  | 2  | 2  | 2  | 3  | 5  | 3  |
| Stade briochin        | 2  | 1  | 4  | 5  | 5  | 4  | 4  | 4  | 4  | 3  | 2  | 1  | 1  | 1  | 1  | 1  | 2  | 1  |
| Saint-Herblain OC     | 9  | 9  | 9  | 9  | 9  | 8  | 8  | 8  | 7  | 7  | 7  | 6  | 6  | 6  | 6  | 6  | 6  | 7  |
| VGA Saint-Maur        | 3  | 6  | 5  | 6  | 7  | 6  | 6  | 6  | 8  | 8  | 8  | 9  | 9  | 7  | 7  | 7  | 7  | 6  |

| Club                | 1  | 2  | 3  | 4  | 5  | 6  | 7  | 8  | 9  | 10 | 11 | 12 | 13 | 14 | 15 | 16 | 17 | 18 |
| ------------------- | -- | -- | -- | -- | -- | -- | -- | -- | -- | -- | -- | -- | -- | -- | -- | -- | -- | -- |
| COM Bagneux         | 7  | 4  | 6  | 4  | 7  | 7  | 8  | 6  | 5  | 5  | 6  | 5  | 6  | 6  | 6  | 5  | 6  | 6  |
| CS Mars Bischheim   | 1  | 3  | 4  | 3  | 5  | 2  | 2  | 3  | 3  | 4  | 3  | 4  | 4  | 3  | 3  | 3  | 3  | 3  |
| Claix Football      | 5  | 8  | 9  | 10 | 9  | 10 | 7  | 5  | 6  | 7  | 7  | 8  | 9  | 9  | 9  | 9  | 9  | 10 |
| USF Le Puy          | 6  | 7  | 5  | 5  | 2  | 1  | 1  | 1  | 2  | 2  | 2  | 2  | 2  | 2  | 1  | 2  | 2  | 2  |
| Limoges LF          | 10 | 10 | 8  | 9  | 10 | 9  | 10 | 10 | 9  | 9  | 9  | 9  | 8  | 7  | 7  | 7  | 7  | 7  |
| FCF Lioujas         | 8  | 9  | 10 | 8  | 8  | 8  | 9  | 9  | 10 | 10 | 10 | 10 | 10 | 10 | 10 | 10 | 10 | 9  |
| Celtic de Marseille | 2  | 6  | 3  | 7  | 3  | 5  | 5  | 7  | 8  | 8  | 8  | 7  | 7  | 8  | 8  | 8  | 8  | 8  |
| FCF Monteux         | 3  | 1  | 2  | 2  | 4  | 6  | 6  | 8  | 7  | 6  | 5  | 6  | 5  | 5  | 5  | 6  | 5  | 5  |
| RC Saint-Étienne    | 4  | 2  | 1  | 1  | 1  | 4  | 4  | 2  | 1  | 1  | 1  | 1  | 1  | 1  | 2  | 1  | 1  | 1  |
| Tours FC            | 9  | 5  | 7  | 6  | 6  | 3  | 3  | 4  | 4  | 3  | 4  | 3  | 3  | 4  | 4  | 4  | 4  | 4  |

Moyennes de buts marqués par journée
Ce graphique représente le nombre de buts marqués lors de chaque journée pour le groupe A. Il est également indiqué la moyenne total sur la saison qui est de 16,77 buts/journée.
Ce graphique représente le nombre de buts marqués lors de chaque journée pour le groupe B. Il est également indiqué la moyenne total sur la saison qui est de 15,50 buts/journée.